# 全国通運
全国通運株式会社（ぜんこくつううん、登記社名: 全國通運株式会社）は、日本の運送事業を行う企業である。日本貨物鉄道（JR貨物）の主力関連事業会社で、50%出資連結子会社。
主な業務は鉄道コンテナを利用した鉄道利用運送事業（インターモーダル輸送）。
なおJR貨物グループの鉄道利用運送事業としては、当社のほかに日本フレートライナー（94.0%所有）が存在する。

## 沿革

### 国鉄時代
- 1959年（昭和34年）
  - 3月23日 - 資本金5千万円で設立。本店を東京都千代田区丸の内1丁目（最初の本店所在地）とし、営業を開始。
  - 12月18日 - 通運計算事業認可[4] を取得。これにより、通運事業者の需用に応じて、通運から生ずる通運事業者間の債権債務の決済又は債権の取立が可能となり、本格的な事業の基礎となる。
- 1966年（昭和41年）
  - 10月17日 - 倉庫業許可を取得。
  - 11月1日 - 横浜営業所で倉庫業を開業。
- 1967年（昭和42年）11月1日 - 資本金を8億円に増資。このうち、旧・国鉄の出資額は4億円。
- 1969年（昭和44年）
  - 2月15日 - 内航運送取扱業許可を取得。
  - 3月31日 - 自動車運送取扱事業登録を取得。
  - 6月12日 - 通運事業免許を取得し、これにより自社のトラックでの運送を開始。
- 1970年（昭和45年）12月13日 - 千葉営業所（倉庫業）開業。
- 1972年（昭和47年）9月 - 同社初の鉄道用私有コンテナとなる、UC5形20 ft10 t積みコンテナ30個（ UC5-663〜692 ）の導入により、全国各地での代理店となる（ ヤマト運輸 ・ 大阪合同通運 ・ クダラ合同通運 ・ 丸運 ・ 小倉運送 ）などの各社へ、社名入りのコンテナリースを開始[5] 。
- 1984年（昭和59年） - 船舶安全法施行規則適用で昭和54年に、新たに設定された航送用新形式UC7形20 ft・10 t積み私有コンテナでの登録を開始し、全国各地での代理店となる（ 中央通運 ・ 中京通運 ・ 脇田運輸倉庫 ・ 西武運輸 ・ センコー ・ 東京通運 ・ 大東通運 ・ 博多運輸 ・ 博多港運 ・ 昭和通運 ）などの各社へリース開始[6]。
- 1985年（昭和60年）3月 - 当時危機的財政難に陥っていた親会社の旧・国鉄からのコンテナ補完救援策の要請により、後年に国鉄で買い取る事を条件（これは新会社となるJR貨物で実施された）として、国鉄私有コンテナ事業に深く関わっていた同業社の日本通運の新型コンテナNC1 ・ NC2及び、買取はされなかった日本石油輸送（JOT）のUV1などの、12 ft・5 t積みと共に、全国通運の救済担当枠として翌年の1986年（昭和61年）1月までの間に、同社5 t私有コンテナとしては初の形式となるZC1形コンテナ800個を投入した[7]。これは、国鉄が当時所有していた大量の12 ft形5 tコンテナが日々老朽化するも、莫大な累積赤字による資金難から老朽化の状況に対応しての補修作業や新品の補充が思うようにできず、荷主からの苦情が多発した結果として荷主離れによるさらなる財政難を招いていたと言う、親会社の救済事情があったためである。

### 国鉄民営化後
- 1992年（平成4年） - 同社初の30 ft形大型私有コンテナ( U49A-30000番台)が登録され、以後、大型トラックの積載容積に匹敵する30 ft形大型私有コンテナの利用が進む。
- 1996年（平成8年）7月1日 - 本店を東京都中央区日本橋1丁目（二度目の本店地番地）へ移転。
- 1997年（平成9年）5月6日 - 第一種利用運送事業許可（取り扱い拠点駅の拡大）。
- 1998年（平成10年） - JR貨物所有のV19A形と類似し、同社初の所有となる通風コンテナ（ UV19A ）を、一挙に500個[8] （ UV19A-1〜500[9] ）が登録された。
- 1999年（平成11年）4月1日 - 川崎市環境局からのゴミ輸送コンテナ専用列車クリーンかわさき号による、取り扱いに関連した資源物積替施設として、梶ヶ谷支店開業。
- 2000年（平成12年） - 新形式（12 ft形）となるオートバイ輸送用、U20A-500番台の運用を開始。(数年後に、二輪車離れによる需要減退により中止となる)
- 2004年（平成16年）3月15日 - 本店を東京都中央区八丁堀2丁目（三度目の本店地番地）へ移転。
- 2014年（平成26年）2月10日 - 本店を現地番地（四度目の本店地番地）へ移転。

## 支社
出典: 
- 北海道支社 〒060-0005 北海道札幌市中央区北5条西6丁目2-2
- 東北支社 〒980-0022 宮城県仙台市青葉区五橋1丁目1-17
- 新潟支社 〒950-0965 新潟県新潟市中央区新光町6-4
- 関東支社 〒103-0025 東京都中央区日本橋茅場町3丁目9番10号
- 中部支社 〒454-0865 愛知県名古屋市中川区掛入町3丁目4
- 近畿支社 〒530-0001 大阪府大阪市北区梅田2-4-13
- 中国支社 〒732-0801 広島県広島市南区東駅町1-1
- 四国支社 〒761-8014 香川県高松市香西南町345-4
- 九州支社 〒812-0012 福岡県福岡市博多区博多駅中央街5-11

## ギャラリー

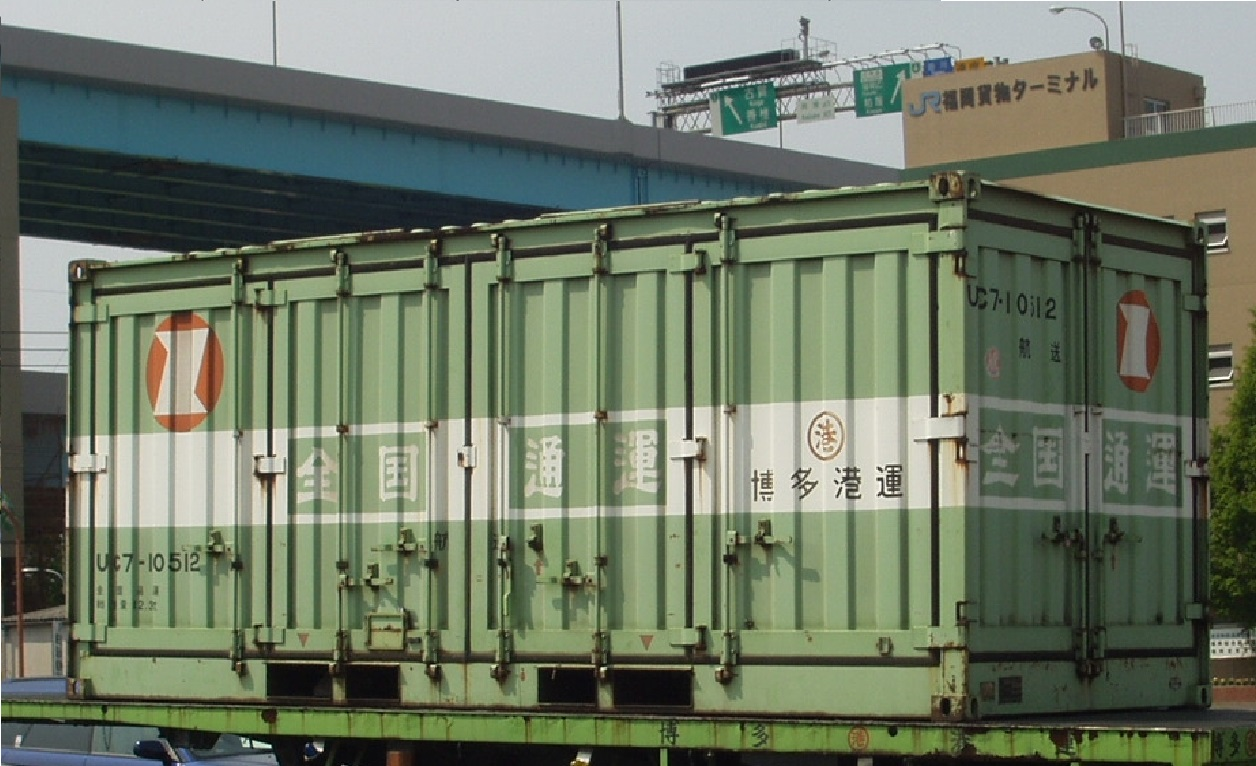
国鉄時代に設立され、また国鉄資本の関係で自社所有コンテナも国鉄カラーに準じていたのが、全国通運コンテナの始まりだった（画像は福岡地区代理店の博多港運へのリースコンテナ）
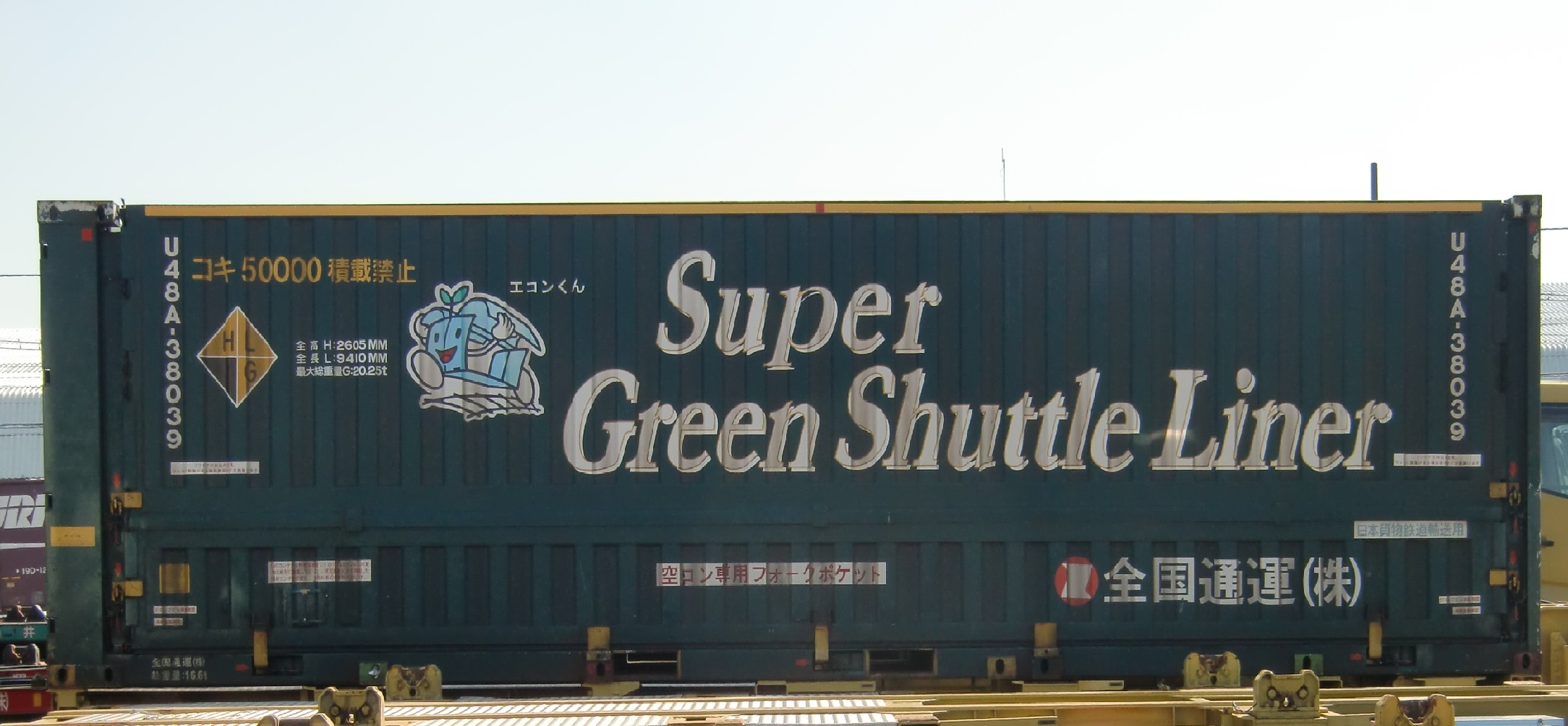
スーパーグリーンシャトル列車、愛称「みどり号」のコンテナ（ブロックトレイン）
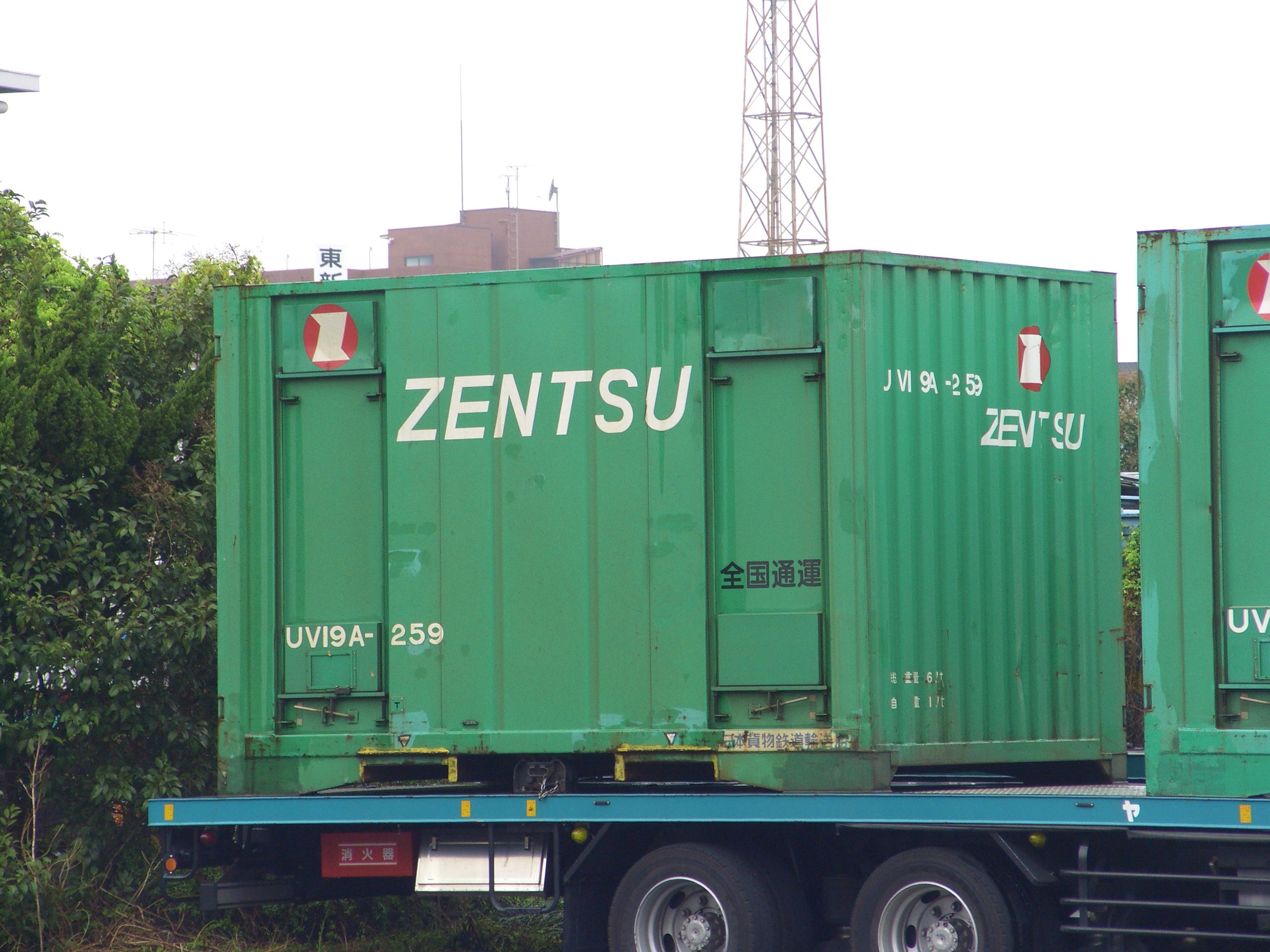
UV19A形コンテナ